# Monumento a los Hacendistas asturianos
L'escultura urbana coneguda pel nom Monumento a los Hacendistas asturianos, també anomenada Monumento a los Economistas y Hacendistas Asturianos, ubicada al carrer Alférez Provisional, jardins de Llamaquique, a la ciutat d'Oviedo, Principat d'Astúries, Espanya, és una de les més d'un centenar que adornen els carrers de l'esmentada ciutat espanyola.
El paisatge urbà d'aquesta ciutat, es veu adornat per obres escultòriques, generalment monuments commemoratius dedicats a personatges d'especial rellevància en un primer moment, i més purament artístiques des de finals del segle xx.
L'escultura, feta de pedra, és obra de José Antonio Nava Iglesias, i està datada 1980.
El monument està constituït per un grup de blocs de pedra constituint un homenatge als grans economiseas asturians, entre els quals destaquen: Alonso de Quintanilla, José Campillo, Pedro Rodríguez de Campomanes, Gaspar Melchor de Jovellanos, Álvaro Flórez Estrada, José Canga Argüelles i Alejandro Mon y Menéndez.